# Leatrice Joy
Leatrice Joy (nascida Leatrice Johanna Zeidler; Nova Orleães, 7 de novembro de 1893 – Riverdale, 13 de maio de 1985) foi uma atriz norte-americana.

## O início
Joy nasceu em Nova Orleães, Louisiana. Era filha do dentista Edward Joseph Zeidler, e Mary Joy Crimens Zeidler.
Frequentou o Convento do Sagrado Coração em Nova Orleans, onde planejara se tornar freira, mas foi embora quando seu pai foi diagnosticado com tuberculose e foi forçado a abandonar sua clínica odontológica. Ela foi testada na Nola Film Company, sediada em Nova Orleans, em 1915 e foi contratada como atriz. Sua mãe desaprovava a ideia de que Joy se tornasse uma atriz, mas a família precisava do dinheiro, então sua mãe a acompanhou até a Califórnia, onde começou a trabalhar em peças e filmes.

## Carreira

### Cinema mudo
Joy começou sua carreira de atriz em companhias de teatro e logo fez sua estréia no cinema. Entre abril de 1916 e novembro de 1917, ela foi estrela de cerca de 20 comédias, produzidas pela United States Motion Picture Corporation em Wilkes-Barre, Pensilvânia, e lançadas nacionalmente pela Paramount Pictures. Em muitas delas, ela estrelou como "Susie", uma jovem entusiasmada e impulsiva que entra em sketches cômicos.
No final de 1917, ela se mudou para Hollywood, Califórnia, e começou a aparecer em curtas de comédia ao lado de Billy West e Oliver Hardy. Sob contrato com o Samuel Goldwyn Studios, seu primeiro papel no estúdio foi em 1917, "The Pride of the Clan", ao lado de Mary Pickford. Sua carreira rapidamente ganhou impulso e, em 1920, ela se tornou uma atriz muito popular entre o público cinematográfico e recebeu status de protagonista ao lado de artistas como Wallace Beery, Conrad Nagel, Nita Naldi e Irene Rich.

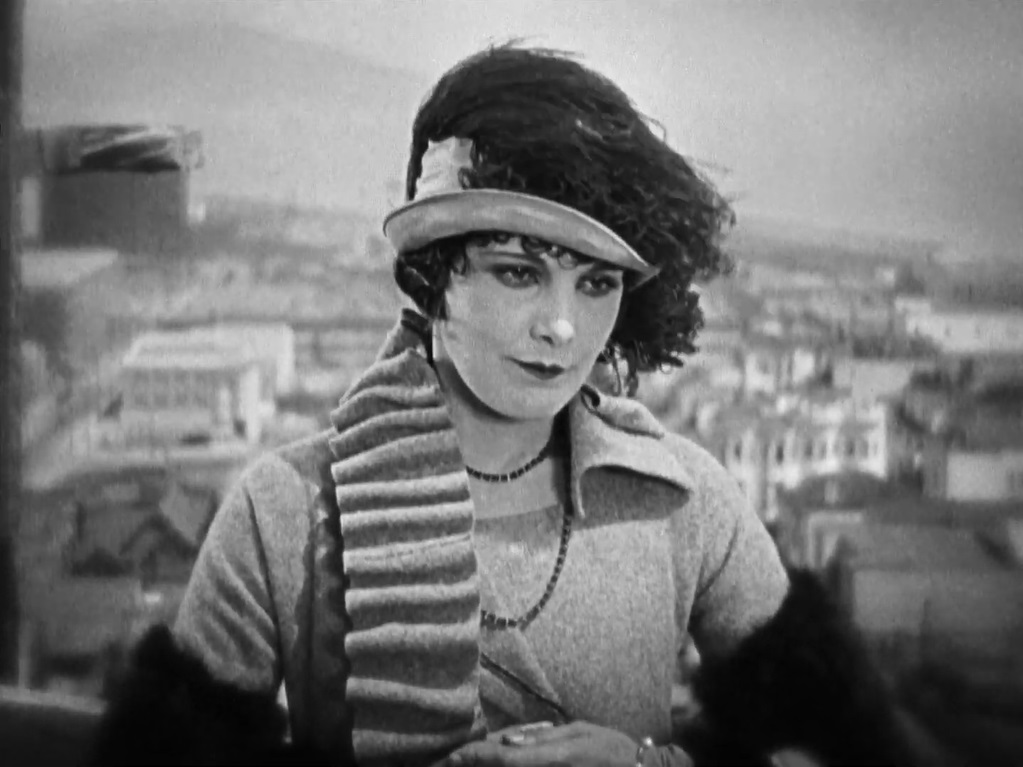
Joy em "The Ten Commandments" (1923)

Os diretores frequentemente colocam Joy no papel de "mulher independente", e a atmosfera liberada dos anos 20 solidificou sua popularidade.   Com sua crescente popularidade, Joy foi procurada por Cecil B. DeMille, que a contratou para a Paramount Pictures em 1922, lançando-a imediatamente no bem-sucedido drama daquele ano, "Saturday Night" , ao lado de Conrad Nagel. Joy estrelou vários lançamentos bem-sucedidos da Paramount e foi promovida como um dos mais proeminentes protegidos de DeMille.
Em 1925, contra o conselho de executivos de estúdios, Joy deixou a Paramount e seguiu DeMille para sua nova produtora, Producers Distributing Corporation, pela qual ela fez alguns filmes de sucesso moderado, incluindo o último filme mudo de Lois Weber, "Tha Angel of Broadway" em 1927. Uma disputa profissional encerrou a parceria DeMille / Joy em 1928 e ela foi contratada pela MGM . Naquele ano, ela atuou na segunda tentativa de um filme parcialmente falado da MGM, "The Bellamy Trial" , ao lado de Betty Bronson e Margaret Livingston .

### Transição para o som
A carreira de Joy começou a vacilar com o advento dos filmes falados, possivelmente causado pelo seu forte sotaque sulista. Em 1929, ela se tornou uma atriz freelancer sem contrato de longo prazo. A fim de melhorar suas chances de recuperar sua carreira cinematográfica, ela realizou uma turnê de vaudeville entre 1929 e 1931, objetivando retornar ao cinema falado. Estava particularmente interessada em melhorar sua voz e aprender a lidar melhor com o diálogo.

### Aposentadoria e anos posteriores
No início dos anos 30, Joy estava semi-aposentada da indústria cinematográfica, mas depois fez várias participações especiais em alguns filmes de sucesso modesto, como "Love Nest", de 1951, que apresentava a jovem Marilyn Monroe.
Na década de 1960, Joy se aposentou e foi viver em Greenwich, Connecticut, onde morava com a filha e o genro.
Ela foi entrevistada na série de documentários de televisão Hollywood: A Celebration of American Silent Film (1980).

## Vida pessoal
Joy foi casada três vezes e teve uma filha. Em 22 de março de 1922, ela se casou com o ator John Gilbert. Eles tiveram uma filha, Leatrice Joy Gilbert (setembro de 1924 – 20 de janeiro de 2015), que mais tarde atuou em pequenos papéis. Joy pediu o divórcio em agosto de 1924, citando a infidelidade e o alcoolismo de Gilbert. O segundo casamento de Joy foi com o empresário William Spencer Hook em 22 de outubro de 1931; eles se divorciaram em 1944. O terceiro e último casamento de Joy foi com o ex-ator e engenheiro elétrico Arthur Kem Westermark. Eles se casaram em 5 de março de 1945 na Cidade do México e se divorciaram em outubro de 1954.

## Morte
Em 13 de maio de 1985, Joy morreu de anemia aguda no lar de idosos da High Ridge House Christian Science em Riverdale, Bronx, Nova York. Foi enterrada no cemitério episcopal de Saint Saviour, em Old Greenwich, Fairfield County, Connecticut.
Por sua contribuição para a indústria cinematográfica, Leatrice Joy tem uma estrela na Calçada da Fama de Hollywood, em Hollywood Blvd 6517.

## Filmografia
| Ano       | Título                      | Papel                      | Notas                      |
| --------- | --------------------------- | -------------------------- | -------------------------- |
| 1915      | His Turning Point           | Mrs. Carey                 |                            |
| 1916      | The Folly of Revenge        | Antonio's Daughter         |                            |
| 1916      | The Other Man               |                            | Curta                      |
| 1916      | A Troublesome Trip          | Unconfirmed role           | Curta                      |
| 1916      | Their Counterfeit Vacation  | Unconfirmed role           | Crta                       |
| 1916      | Auto Intoxication           |                            | Curta                      |
| 1917      | Excess Baggage              | Sue Topper                 | Curta                      |
| 1917      | The Pride of the Clan       | Extra                      | Sem Créditos               |
| 1917      | A Girl's Folly              | Girl                       | Sem Créditos               |
| 1917      | Her Scrambled Ambition      | Susie                      | Curta                      |
| 1917      | The Magic Vest              |                            | Curta                      |
| 1917      | Speed                       |                            | Curta                      |
| 1917      | Getting the Evidence        |                            | Curta                      |
| 1917      | The Wishbone                |                            | Curta                      |
| 1917      | Her Iron Will               |                            | Curta                      |
| 1917      | Her Fractured Voice         |                            | Curta                      |
| 1917      | Susie of the Follies        | Susie                      | Curta                      |
| 1917      | The Window Dresser's Dream  |                            | Curta                      |
| 1917      | Wits and Fits               |                            | Curta                      |
| 1917      | The Rejuvenator             |                            | Curta                      |
| 1917      | Susie the Sleepwalker       | Susie                      | Curta                      |
| 1917      | Susie's Scheme              | Susie                      | Curta                      |
| 1917      | Susie Slips One Over        | Susie                      | Curta                      |
| 1917      | The Candy Kid               |                            | Curta                      |
| 1917      | Nearly a Baker              |                            | Curta                      |
| 1917      | A Society Scrimmage         |                            | Curta                      |
| 1917      | The Slave                   | Susie, his daughter        | Curta Filme Perdido        |
| 1918      | The Stranger                | Susie                      | Filme Perdido              |
| 1918      | His Day Out                 | Joy                        | Filme Perdido              |
| 1918      | The Orderly                 |                            | Filme Perdido              |
| 1918      | The Scholar                 |                            | Curta                      |
| 1918      | The Messenger               |                            | Curta                      |
| 1918      | The Handy Man               |                            | Curta                      |
| 1918      | Shackled                    |                            | Sem Créditos               |
| 1918      | One Dollar Bid              | Emily Dare                 |                            |
| 1918      | The City of Tears           | Maria                      | Filme Perdido              |
| 1918      | Wedlock                     | Jane Hollister             |                            |
| 1918      | Her Man                     |                            |                            |
| 1918      | Three X Gordon              | Farmer's Daughter          |                            |
| 1919      | The Man Hunter              | Florence                   | Filme Perdido              |
| 1919      | The Water Lily              | Undetermined Role          |                            |
| 1920      | Just a Wife                 | Mary Virginia Lee          |                            |
| 1920      | The Right of Way            | Rosalie Eventurail         | Filme Perdido              |
| 1920      | Blind Youth                 | Hope Martin                | Filme Perdido              |
| 1920      | Smiling All the Way         | Alice Drydan               |                            |
| 1920      | The Invisible Divorce       | Pidgie Ryder               | Filme Perdido              |
| 1920      | Down Home                   | Nance Pelot                |                            |
| 1921      | Bunty Pulls the Strings     | Bunty Biggar               | Filme Perdido              |
| 1921      | A Tale of Two Worlds        | Sui Sen                    |                            |
| 1921      | The Ace of Hearts           | Lilith                     |                            |
| 1921      | Ladies Must Live            | Barbara                    | Filme Perdido              |
| 1921      | The Poverty of the Riches   | Katherine Colby            | Filme Perdido              |
| 1921      | Voices of the City          | Georgia Rodman             | Filme Perdido              |
| 1922      | Saturday Night              | Iris Van Suydam            |                            |
| 1922      | The Bachelor Daddy          | Sally Lockwood             | Filme Perdido              |
| 1922      | A Trip to Paramountown      | Herself                    | Curta                      |
| 1922      | Manslaughter                | Lydia Thorne               |                            |
| 1922      | The Man Who Saw Tomorrow    | Rita Pring                 | Filme Perdido              |
| 1922      | Minnie                      | Minnie                     | Filme Perdido              |
| 1923      | Java Head                   | Taou Yuen                  | Filme Perdido              |
| 1923      | You Can't Fool Your Wife    | Edith McBride              | Filme Perdido              |
| 1923      | The Silent Partner          | Lisa Coburn                | Filme Perdido              |
| 1923      | Hollywood                   | Cameo role                 | Filme Perdido              |
| 1923      | The Ten Commandments        | Mary Leigh                 |                            |
| 1924      | The Marriage Cheat          | Helen Canfield             | Incompleto                 |
| 1924      | Triumph                     | Ann Land                   |                            |
| 1924      | Changing Husbands           | Gwynne Evans/Eva Graham    |                            |
| 1925      | The Dressmaker from Paris   | Fifi                       | Filme Perdido              |
| 1925      | Hells Highroad              | Judy Nichols               |                            |
| 1925      | The Wedding Song            | Beatrice Glynn             |                            |
| 1926      | Made for Love               | Joan Ainsworth             |                            |
| 1926      | Eve's Leaves                | Eve Corbin                 |                            |
| 1926      | The Clinging Vine           | Antoinette B. "A.B." Allen |                            |
| 1926      | For Alimony Only            | Mary Martin Williams       |                            |
| 1927      | Girl in the Rain            |                            |                            |
| 1927      | Nobody's Widow              | Roxanna Smith              |                            |
| 1927      | Vanity                      | Barbara Fiske              |                            |
| 1927      | The Angel of Broadway       | Babe Scott                 | Filme Perdido              |
| 1928      | The Blue Danube             | Marguerite                 |                            |
| 1928      | Man-Made Women              | Nan Payson                 |                            |
| 1928      | Show People                 | Herself - at Banquet       | Sem Créditos               |
| 1928      | Tropic Madness              | Juanita                    |                            |
| 1929      | The Bellamy Trial           | Sue Ives                   |                            |
| 1929      | Strong Boy                  | Mary McGregor              | Filme Perdido              |
| 1929      | A Most Immoral Lady         | Laura Sergeant             |                            |
| 1930      | The Love Trader             | Martha Adams               |                            |
| 1939      | First Love                  | Grace Shute Clinton        |                            |
| 1940      | The Old Swimmin' Hole       | Mrs. Julie Carter          |                            |
| 1949      | Red Stallion in the Rockies | Martha Simpson             |                            |
| 1949      | Air Hostess                 | Celia Hansen               |                            |
| 1951      | Love Nest                   | Eadie Gaynor               |                            |
| 1953-1954 | Westinghouse Studio One     | Various roles              | 2 episódios                |
| 1954      | Robert Montgomery Presents  |                            | Episódio: "The Steady Man" |

## 30em
1. ↑  «New Orleans, Louisiana Birth Records Index, 1790-1899». Vital Records Indices. 101
2. ↑  Soard's New Orleans, Louisiana 1913 City Directory. [S.l.: s.n.]
3. ↑  Motion Picture. 28
4. ↑  Wayne, Jane Ellen. The Leading Men of MGM. [S.l.: s.n.] ISBN 0-786-71768-8
5. ↑  «Leatrice Joy in Paramount Comedies.»
6. ↑  «Former Film Star Ends Stay at Beach». The Los Angeles Times
7. ↑  Gill, David; Brownlow, Kevin, Hollywood: A Celebration of the American Silent Film - The Pioneers, consultado em 13 de maio de 2022
8. ↑  «Leatrice Fountain's Obituary on GreenwichTime». GreenwichTime
9. ↑  «Leatrice Gilbert Fountain (1924-2015): Daughter of Hollywood Legends»
10. ↑  «Saved from ignominy/His daughter's stubborn campaign put unfairly maligned actor John Gilbert back in the pantheon of silent film stars -- where he's always belonged». sfgate.com
11. ↑  «Leatrice Joy Asks Divorce». The Telegraph-Herald
12. ↑  «Symphony to Screen John Gilbert Classic Daughter Speaks Up About a Silent Legend». The Los Angeles Times
13. ↑  «Leatrice Joy Has New Role; Through With Film Career». The Telegraph-Herald and Times-Journal
14. ↑  «Leatrice Joy Wed Electrical Engineer». The Evening Independent
15. ↑  «Leatrice Joy Divorced». The New York Times
16. ↑  «Leatrice Joy, 91, Dies; Actress in Silent Films». The New York Times
17. ↑  «Featured in DeMille's 'The Ten Commandments' : Silent Film Star Leatrice Joy Dies at 91». The Los Angeles Times
18. ↑  «Hollywood Star Walk»